# No Min-woo
No Min-woo (en hangul, 노민우; Japón, 29 de mayo de 1986), también conocido como Rose o Minwoo, es un actor, cantante, rapero y músico surcoreano de origen japonés, y afiliado a MJ Dreamys. Fue miembro de la banda de K-rock surcoreana Trax bajo SM Entertainment desde 2004 hasta 2006. 

## Biografía
Sabe tocar el piano desde los siete años. 
En octubre de 2016, se alistó para realizar su servicio militar obligatorio, el cual finalizó en julio de 2018.

## Carrera
Es miembro de su propia agencia MJ Dreamsys desde 2012. Previamente formó parte de la agencia Core Contents Media del 2009 al 2012, y de SM Entertainment del 2004 al 2006. 

### Actuación
En agosto de 2010, se unió al elenco de la serie My Girlfriend is a Nine-Tailed Fox donde interpretó a Park Dong-joo, un ser mitad humano mitad sobrenatural que se hace pasar por un veterinario ordinario, hasta el final de la serie en septiembre del mismo año. El 11 de diciembre del mismo año se unió al elenco principal de la serie Rock, Rock, Rock donde interpretó al estudiante Kim Tae-won. 
En febrero de 2011, se unió al elenco principal de la serie Midas donde dio vida a Yoo Myung-joon, el hermano menor de Yoo In-hye (Kim Hee-ae), quien se encuentra en las etapas terminales del cáncer. En octubre de 2012, se unió al elenco principal de la serie Full House Take 2 donde interpretó al músico Lee Tae-ik. En 2013, se unió al elenco recurrente de la serie The Blade and Petal donde interpretó a Yeon Namsaeng, el hijo mayor de Yeon Gaesomun (Choi Min-soo).
En 2014, apareció en la película The Admiral: Roaring Currents (también conocida como "Roaring Currents") donde dio vida a Haru, el mejor francotirador del comandante Kurushima Michifusa (Ryu Seung-ryong). Ese mismo año se unió al elenco recurrente de la serie God's Gift - 14 Days donde interpretó a Theo, un hombre que después de ser testigo del suicidio de su hermano mayor, decide cumplir el sueño de su hermano y se convierte en el exitoso líder de la banda de rock "Snake".
El 3 de junio de 2019, se unió al elenco principal de la serie Partners for Justice 2, donde dio vida al doctor Jang Chul, un hombre con una personalidad luchadora y fría pero que es un experto en medicina de emergencias, hasta el final de la serie el 29 de julio del miso año. La serie es la segunda temporada de Partners for Justice.

### Música
En 2004, formó parte de la banda de k-rock surcoreana Trax conformada por SM Entertainment y el cofundador de X Japan, Yoshiki. Sin embargo, Minwoo dejó el grupo en 2006.
Antes de debutar, Minwoo (Rose) participó en el programa de televisión HeeJun vs. KangTa Battle of the Century, junto a sus compañeros de banda Jay (Typhoon) y Jungwoo (Attack), y junto a Xiah Junsu, Eunhyuk y Sungmin de Super Junior. Minwoo fue brevemente guitarrista de "The Romantist", antes de que se separaran. 
En 2009, formó parte del grupo proyecto "24/7" junto a Lee Jang-woo y Hyun Woo, donde tenía la posición de líder. El grupo lanzó el sencillo 24 Hours a Day, 7 Days a Week, sin embargo más tarde se separaron. El 1 de julio de 2013, lanzó su MV, "ROCKSTAR", en su recién inaugurado canal de YouTube, officialminewTV.

## Filmografía

### Series de televisión
| Año     | Título                             | Personaje             | Notas        |
| ------- | ---------------------------------- | --------------------- | ------------ |
| 2022-23 | The Forbidden Marriage             | Aparición especial    | [ 7 ]        |
| 2019    | Partners for Justice 2             | Dr. Jang Chul / Dr. K | 32 episodios |
| 2015    | Eating Existence                   | Park Byeong           |              |
| 2015    | My Unfortunate Boyfriend           | Yoon Tae-woon         | 16 episodios |
| 2014    | The Greatest Marriage              | Park Tae-yeon         | 16 episodios |
| 2014    | God's Gift - 14 Days               | Theo                  |              |
| 2013    | The Blade and Petal                | Yeon Namsaeng         |              |
| 2013    | Love Expiration Date               | Lee Ti-en             | [ 9 ]        |
| 2013    | Monstar                            | Daniel Park           | ep. #12      |
| 2012    | Full House Take 2                  | Lee Tae-ik            | 32 episodios |
| 2011    | Midas                              | Yoo Myung-joon        | 21 episodios |
| 2010    | Rock, Rock, Rock                   | Kim Tae-won           | 4 episodios  |
| 2010    | My Girlfriend is a Nine-Tailed Fox | Park Dong-joo         | 16 episodios |
| 2010    | Pasta                              | Philip                |              |
| 2009    | Jung Yak-yong                      | -                     | (cameo)      |
| 2009    | Mrs. Town                          | Amante de Jackie Jung |              |
| 2009    | Tae-hee, Hye-kyo, Ji-hyun          | Noh Min-woo           |              |
| 2008    | Detective Mr. Lee                  |                       |              |
| 2001    | Truth                              |                       |              |
| 1997    | Propose                            |                       |              |

### Películas
| Año  | Título                         | Personaje   | Notas                                                                                   |
| ---- | ------------------------------ | ----------- | --------------------------------------------------------------------------------------- |
| 2014 | The Admiral: Roaring Currents  | Haru        | junto a Choi Min-sik, Ryu Seung-ryong, Cho Jin-woong, Kim Myung-gon, Jin Goo y Kwon Yul |
| 2014 | One Day, First Love Invaded Me | Min-Hyuk    |                                                                                         |
| 2011 | Ghastly                        | Cheol-Woong |                                                                                         |
| 2008 | A Frozen Flower                | Min-woo     | junto a Jo in-sung, Joo Jin-mo, Song Ji-hyo, Lim Ju-hwan, Shim Ji-ho y Song Joong-ki    |
| 2008 | Story of Wine                  | Taek-jin    |                                                                                         |

### Programas de variedades
| Año  | Programa                                                       | Notas                                    |
| ---- | -------------------------------------------------------------- | ---------------------------------------- |
| 2019 | King of Mask Singer                                            | concursó como "Arab Prince" - (ep. #209) |
| 2016 | Replies That Make Us Flutter                                   | elenco                                   |
| 2002 | 2002 Survival Audition HeeJun vs. KangTa Battle of the Century | participante                             |

### Anuncios
| Año  | Título                  | Notas |
| ---- | ----------------------- | ----- |
| 2011 | Dong-A Otsuka Demi Soda |       |
| 2011 | Lotte ID Wave           |       |

## Discografía

### Singles
| Fecha | Título                                    | Lista de canciones | Notas                                               |
| ----- | ----------------------------------------- | --- | --------------------------------------------------- |
| 2015  | OST de My Unfortunate Boyfriend           | 1. I Love You 2. Shining Love                                                                                                   |                                                     |
| 2014  | OST de The Greatest Marriage              | 1. Crazy Love |                                                     |
| 2014  | OST de God's Gift - 14 Days               | 1. Snake Eyes 2. Heaven |                                                     |
| 2013  | OST de Love Expiration Date               | 1. 1 Minute 1 Second |                                                     |
| 2012  | OST de Full House Take 2                  | 1. Touch 2. Sad Touch 3. Hello Hello                                                                                            | 1. (cantante) 2. (cantante) 3. (cantante)           |
| 2011  | OST de Midas                              | 1. 슬픈사랑 Seulpheun Sarang (Sad Love) 2. 사랑해도 되나요 Sarangaedo doinayo                                                   | 1. (letrista y cantante) 2. (compositor y cantante) |
| 2010  | OST de My Girlfriend is a Nine-Tailed Fox | 1. Trap |                                                     |
| 2009  | OST de Story of Wine                      | 1. 자작나무 (Love Is You) 2. Even Now 3. First Snow 4. Nobody 5. Confession 6. My Perfect Romance 7. Peace of Melody 8. Express | (letrista, director musical y cantante)             |

### Álbumes
| Fecha | Título                     | Lista de canciones                    | Notas |
| ----- | -------------------------- | ------------------------------------- | ----- |
| 2016  | Gravity Minue (en japonés) | 1. Gravity 2. We Rock 3. Believe      |       |
| 2013  | ICON the 1st Single Album  | 1. ROCKSTAR 2. Baby 3. Hello 4. Alive |       |
| 2009  | That Guy's Woman           |                                       |       |
| 2005  | Álbum: Rhapsody            |                                       |       |
| 2005  | Álbum: Blaze Away          |                                       |       |
| 2004  | Álbum: Paradox             |                                       |       |
| 2004  | Álbum: Scorpio             |                                       |       |

| Año  | Canción                | Álbum                                       | Notas   |
| ---- | ---------------------- | ------------------------------------------- | ------- |
| 2014 | Crazy Love             | OST de "The Greatest Marriage"              |         |
| 2012 | Touch                  | OST de "Full House Take 2"                  |         |
| 2012 | Sad Touch              | OST de "Full House Take 2"                  |         |
| 2012 | Hello Hello            | OST de "Full House Take 2"                  |         |
| 2011 | Sad Love               | OST de "Midas"                              |         |
| 2010 | Trap                   | OST de "My Girlfriend is a Nine-Tailed Fox" |         |
| 2008 | Confession             | OST de "Story of Wine"                      |         |
| 2008 | Peace of Melody        | OST de "Story of Wine"                      |         |
| 2008 | My Perfect Romance     | OST de "Story of Wine"                      |         |
| 2008 | Nobody                 | OST de "Story of Wine"                      |         |
| 2008 | First Snow             | OST de "Story of Wine"                      |         |
| 2008 | Love Is You (자작나무) | OST de "Story of Wine"                      | (Intro) |

### 24/7
| Título                        | Información del álbum                                             | Lista de canciones                                                                                                   |
| ----------------------------- | ----------------------------------------------------------------- | --- |
| 24 Hours a Day, 7 Days a Week | Sencillo Estreno: 26 de febrero de 2009 Label: LOEN Entertainment | 1. 그녀석의 여자 ("That Guy's Girl") 2. 그녀석의 여자 (versión: rock) 3. 그녀석의 여자 (versión: balada electrónica) |

### Colaboraciones
| Año  | Artista | Título      |
| ---- | ------- | ----------- |
| 2010 | T-ara   | "MV Yayaya" |

## Premios y nominaciones
| Año  | Categoría           | Premio               | Trabajo                            | Resultado |
| ---- | ------------------- | -------------------- | ---------------------------------- | --------- |
| 2019 | Scene Stealer Award | 2019 MBC Drama Award | Partners for Justice 2             | Ganó      |
| 2010 | New Star Award      | SBS Drama Award      | My Girlfriend is a Nine-Tailed Fox | Ganó      |